# Montaron
Montaron település Franciaországban, Nièvre megyében. Lakosainak száma 159 fő (2022. január 1.). Montaron Vandenesse, Isenay, Rémilly és Thaix községekkel határos.

## Népesség
A település népességének változása:
| Lakosok száma | 163  | 160  | 161  | 159  | 158  | 156  | 156  | 159  |
|               | 2013 | 2015 | 2017 | 2018 | 2019 | 2020 | 2021 | 2022 |